# يويا ياماموتو
يويا ياماموتو (باليابانية: 山本優弥؛ بالكانا: やまもと ゆうや) هو لاعب كاراتيه ياباني، ولد في 15 يوليو 1984 في أونوميتشي في اليابان.